# كوتارو هوندا
كوتارو هوندا (باليابانية: 本多光太郎) (و. 1870 – 1954 م) هو فيزيائي، ومهندس، وخبير بالمعادن، وأستاذ جامعي من اليابان . ولد في أوكازاكي (آيتشي) .
توفي عن عمر يناهز 84 عاماً.

## التعليم
تعلم في جامعة طوكيو

## مناصب وهيئات
أدار معهد تشيبا للتقنية، وجامعة طوكيو للعلوم.

## جوائز
حصل على جوائز منها:
- وسام الثقافة
- وسام إليوت كريسون  [لغات أخرى]‏
- الوشاح الأكبر لوسام الشمس المشرقة.